# Івановське (Волосовський район)
Івановське (рос. Ивановское) — присілок у Волосовському районі Ленінградської області Російської Федерації.
Населення становить 131 особу. Належить до муніципального утворення Бегуницьке сільське поселення.

## Історія
Від 1 серпня 1927 року належить до Ленінградської області.

## Населення
| 1862 | 1997 | 2007 | 2010 | 2017 |
| ---- | ---- | ---- | ---- | ---- |
| 50   | ↗113 | ↗127 | ↘118 | ↗131 |